# 圣戈尔
圣戈尔（法語：Saint-Gor，法語發音：[sɛ̃ ɡɔʁ]）是法国朗德省的一个市镇，属于蒙德马桑区。

## 地理
圣戈尔（44°3'15"N, 0°14'27"W）面积53.72 平方千米，位于法国新阿基坦大区朗德省，该省份为法国西南部沿海省份，是法國本土面积第二大的省，北起吉倫特省，西临大西洋，南至大西洋比利牛斯省，东临热尔省，东北与洛特-加龍省接壤。
与圣戈尔接壤的市镇（或旧市镇、城区）包括：阿吕、布里奥-贝尔贡斯、洛斯、雷特容、罗克福尔、圣瑞斯坦、萨尔巴藏、维耶勒苏比朗。

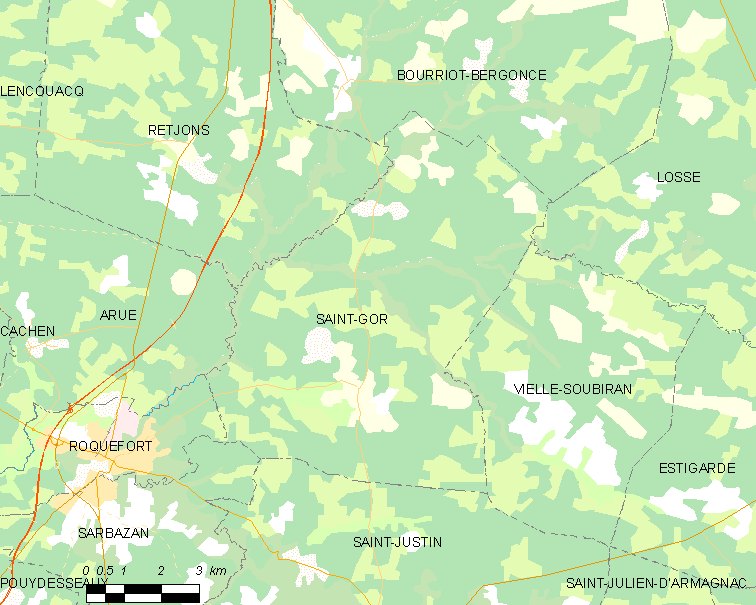
圣戈尔的OSM定位图

圣戈尔的时区为UTC+01:00、UTC+02:00（夏令时）。

## 行政
圣戈尔的邮政编码为40120，INSEE市镇编码为40262。

## 政治
圣戈尔所属的省级选区为上朗德-阿马尼亚克县。

## 人口

1962-2008年间圣戈尔人口变化图示

圣戈尔于2022年1月1日时的人口数量为312人。